# Callochromis
Callochromis – rodzaj słodkowodnych ryb okoniokształtnych z rodziny pielęgnicowatych (Cichlidae).

## Występowanie
Gatunki endemiczne jeziora Tanganika w Afryce Wschodniej.

## Klasyfikacja
Gatunki zaliczane do tego rodzaju:
- Callochromis macrops
- Callochromis melanostigma
- Callochromis pleurospilus

Gatunkiem typowym rodzaju jest Paratilapia macrops.